# NANTEN2
NANTEN2 — обсерваторія в пустелі Атакама на півночі Чилі. Розташована на висоті 4800 м на Пампа-ла-Бола поруч із Серро Чахнантор. Обсерваторія оснащена телескопом міліметрових і субміліметрових хвиль, який використовується для спостережень атомних і молекулярних спектральних ліній на частотах від 110 ГГц до 880 ГГц. Це одна з обсерваторій, що входять до складу обсерваторії плато Чахнантор. Вона працює як спільний проєкт між дослідницькими інститутами Японії (Нагойський університет та Осакський університет), Південної Кореї (Сеульський національний університет), Німеччини (KOSMA, Кельнський університет, Інститут астрономії Аргеландера при Боннському університеті), Австралії (Університет Нового Південного Уельсу, Університет Аделаїди, Університет Маккуорі, Свінбернський технологічний університет, Університет Сіднея, Університет Західного Сіднея) та Чилі (Чилійський університет).
З 1995 по 2004 рік інструмент знаходився в обсерваторії Лас-Кампанас був тоді відомий як радіотелескоп міліметрових хвиль NANTEN (англ. NANTEN millimeter-wavelength radio telescope).